# Hydrosfera
Hydrosfera (z gr. ὕδωρ hydōr „woda”, σφαῖρα sphaîra „kula”) – jedna z geosfer, ogół wód na Ziemi obejmujący wody podziemne i powierzchniowe: rzeki, jeziora, morza, oceany, lodowce i lądolody oraz bagna, a także woda zawarta w atmosferze i biosferze.
Hydrosferę można podzielić na dwie części: oceanosferę i wody na lądach.
Jej zasoby wodne to około 1,4 mld km³. Corocznie przybywa około 0,3 km³ wody na skutek procesów naturalnych, takich jak gazowa synteza wody oraz wydzielanie wód juwenilnych. Rekompensowane jest to fotodysocjacją wody w górnych warstwach atmosfery, chemicznym wiązaniem wody w skałach oraz innymi procesami. Również człowiek wpływa na zmiany ilości wody w hydrosferze, m.in. w procesach chemicznych i technologicznych. Ważną rolę odgrywa również spalanie paliw kopalnianych, które wydziela rocznie około 5 km³ pary wodnej.
Hydrosferę w większości tworzą wody słone, bo aż ok. 97,5%. Woda słodka to nieco ponad 2,5%. 69% wody słodkiej skoncentrowane jest w lodowcach, stałej pokrywie śnieżnej i wiecznej zmarzlinie w Antarktyce i Arktyce oraz w wysokich partiach gór (zobacz: linia wiecznego śniegu). Pozostała część wód słodkich przypada na wody podziemne, część jezior, rzeki oraz bagna. Udział wód bezpośrednio wykorzystywanych przez człowieka to zaledwie 0,4% objętości wód słodkich.

## Obieg wody w przyrodzie
Hydrosfera nieodłącznie związana jest z ruchem wody pomiędzy nią a poszczególnymi środowiskami, jak: pedosfera, atmosfera, litosfera i biosfera wywoływany jest głównie przez energię promieniowania słonecznego i siłę grawitacji. Ogranicza się on do przestrzeni o zasięgu pionowym kilkunastu kilometrów. W ciągu roku w procesie bierze udział jedynie około 525 tys. km³, tj. 0,038% całkowitej wody w hydrosferze.
Promieniowanie słoneczne powoduje nieustanne parowanie i sublimację wody z powierzchni zbiorników wodnych, biosfery (transpiracja) oraz gleby. Uwalniana jest również woda w procesach wulkanicznych (wody juwenilne).
Przekroczenie poziomu kondensacji powoduje skroplenie pary wodnej i powstawanie chmur. Powietrze z wodą w postaci gazowej, ciekłej lub stałej może być przenoszone na różne odległości. W zależności od temperatury w dolnej warstwie troposfery następuje opad deszczu, śniegu, gradu lub powstawanie osadów atmosferycznych. Aż 80% opadów występuje nad oceanami, pozostała część na obszarach kontynentów.
Na lądzie woda opadowa w znacznej części bezpośrednio odparowuje do atmosfery i odpływa ciekami powierzchniowymi, trafiając często poprzez rzeki do mórz i oceanów lub na obszary bezodpływowe, skąd odparowuje. Część wsiąka do wód podziemnych, które często zasilają rzeki oraz spływają bezpośrednio do morza (odpływ podziemny). Pobierana jest również przez biosferę, która następnie oddaje ją w procesie transpiracji z powrotem do atmosfery. Pewna ilość wody może zostać wyłączona z obiegu poprzez retencję.
Przyjmuje się, że przeciętna ilość wody biorącej udział w rocznym obiegu nie ulega zmianie, a zestawienie przychodów i ubytków wody (bilans wodny) dla Ziemi jest zerowy.